# Phí Mục (đạo diễn)
Phí Mục (tiếng Trung: 費穆, 1906 - 1951) là một nhà làm phim Trung Hoa. Phí Mục sinh trưởng tại Thượng Hải vào năm 1906. Trước khi trở thành đạo diễn, ông làm việc như một phụ tá cho nhà điện ảnh tiên phong Hầu Diệu.

## Sự nghiệp

### Đạo diễn
| Năm  | Việt ngữ                      | Hán ngữ      | Chú                                                                                             |
| ---- | ----------------------------- | ------------ | ----------------------------------------------------------------------------------------------- |
| 1933 | Thành thị chi dạ              | 城市之夜     | Also known as City Nights                                                                       |
| 1934 | Hương vân hải                 | 香雪海       | Also known as A Nun's Love                                                                      |
| 1934 | Nhân sinh                     | 人生         |                                                                                                 |
| 1935 | Thiên luân                    | 天倫         | Also known as Filial Piety; co-directed with Luo Mingyou                                        |
| 1936 | Lang sơn điệp huyết ký        | 狼山喋血記   | Also known as Bloodbath in Langshan and Bloodbath on Wolf Mountain                              |
| 1937 | Martyrs of the Northern Front | 北戰場精忠錄 |                                                                                                 |
| 1937 | Độ kim đích thành             | 鍍金的城     | Also known as the Gilded City; Chinese opera film                                               |
| 1937 | Trảm kinh đường               | 斬經堂       | Kinh kịch                                                                                       |
| 1937 | Nightmares in Spring Chamber  | 夢斷春閨     | Episode in Lianhua Symphony                                                                     |
| 1940 | Khổng phu tử                  | 孔夫子       | Thought lost, rediscovered in 2001                                                              |
| 1941 | Children of the World         | 世界兒女     | Co-directed with Jacob Fleck và Luise Fleck                                                     |
| 1941 | Quốc sắc thiên hương          | 國色天香     |                                                                                                 |
| 1941 | Cổ Trung Quốc chi ca          | 古中國之歌   |                                                                                                 |
| 1946 | The Magnificent Country       | 錦繡山河     |                                                                                                 |
| 1948 | Tiểu phóng niên               | 小放牛       |                                                                                                 |
| 1948 | Remorse at Death              | 生死恨       | First Chinese color film; also known as Happiness in neither Life nor Death; Chinese opera film |
| 1948 | Tiểu thành chi xuân           | 小城之春     |                                                                                                 |

### Biên kịch
| Năm  | Việt ngữ                      | Hán ngữ      |
| ---- | ----------------------------- | ------------ |
| 1934 | Nhân sinh                     | 人生         |
| 1936 | Lang sơn điệp huyết ký        | 狼山喋血記   |
| 1936 | On Stage and Backstage        | 前台與後台   |
| 1937 | Martyrs of the Northern Front | 北戰場精忠錄 |
| 1937 | Nightmares in Spring Chamber  | 夢斷春閨     |
| 1940 | Khổng phu tử                  | 孔夫子       |
| 1941 | Children of the World         | 世界兒女     |
| 1941 | Cổ Trung Quốc chi ca          | 古中國之歌   |
| 1946 | The Magnificent Country       | 錦繡山河     |

### Giám chế
| Năm  | Việt ngữ     | Hán ngữ |
| ---- | ------------ | ------- |
| 1951 | Hoa cô nương | 花姑娘  |